# Talipariti tiliaceum
Talipariti tiliaceum е вид растение от семейство Слезови (Malvaceae). Видът е незастрашен от изчезване.

## Разпространение
Talipariti tiliaceum е разпространен в източните и северни части на Австралия, Океания, Малдивите, Южна Азия и Югоизточна Азия. Той е внесен и в някои части от Новия свят, като Флорида, Пуерто Рико и Вирджинските острови.